# 長崎すみれ
長崎 すみれ（ながさき すみれ、1997年6月23日 - ）は、日本のタレント、モデル。
大阪府出身。ABP inc.所属。
CONOMI第3回制服アワードにて準グランプリを受賞。

## 略歴
- 小4からモデルに憧れており、立石晴香など多くのモデルが多数所属していることを知り、事務所エヴァーグリーンに自分で応募した。
- デビュー当時は、本名の米谷菫（よねたに すみれ）名義で活動していた。しかし現在は芸名の長崎すみれ（ながさき すみれ）名義で活動している。
- 2011年、雑誌ラブベリーの専属モデルとしてデビュー。半年後、ラブベの休刊に伴いピチレモンへ移籍となる。

## 人物
- 2コ上の姉と10コ下の妹の3人姉妹である。
- 好きな食べ物はハンバーガー。食べたときは必ず同時にパイナップルジュースを飲んで消化をサポートするよう心かげる。外出先にも、持参して飲む。お気に入りの銘柄は「トロピカーナ100%ジュース パインアップル」

## 出演

### テレビ
- 2013年 NHK Eテレ『すイエんサー』すイエんサーガールズ（〜2014年3月）
- 2016年 CX『痛快TV スカッとジャパン』

### 広告
- 2013年 BLUE CROSS girls イメージモデル　One tenth 広告　サン宝石 FPG カタログ
- 2016年 CONOMi第3回制服アワード 準グランプリ受賞、イメージキャラクター

### 雑誌
- ラブベリー（専属モデル）〈徳間書店〉
- ピチレモン（専属モデル・2011年4月号〜2015年1月号）〈学研パブリッシング〉
- B.L.T. U-17 vol.19〈東京ニュース通信社〉
- はなよめ〈百日草〉

### カタログ
- 2016年 ニッセン
- 2018年 京都きもの友禅

### 舞台
- 2012年「いつの間にか、キミは」（演出：藤森一朗）

## 受賞歴
- 2016年 CONOMi第3回制服アワード - 準グランプリ・イメージキャラクター